# Lift to Experience
Lift to Experience er et amerikansk indierock band, som blev dannet i Denton, Texas i 1996. Gruppen har udgivet et enkelt studiealbum, The Texas-Jerusalem Crossroads i 2001, som siden har fået kultstatus online på trods af deres begrænsede mainstream anerkendelse.

## Historie
Gruppen blev dannet i 1996 af guitarist og sanger Josh T. Pearson og bassist Josh "The Bear" Browning. De udgav i 1997 deres debut EP, og kort efter fik de deres tredje og sidste medlem, trommeslager Andy "The Boy" Young.
Det lykkedes i 2001 for bandet at få udgivet deres første studiealbum, The Texas-Jerusalem Crossroads, gennem det britiske pladeselskab Bella Union. Udgivelsen gennem et britisk pladeselskab betød dog, at det skulle importeres til USA, hvilke markant begrænsede dets appel, og efter at have spillet få koncerter i Europa, og aldrig have spillet i hjemlandet, så gik bandet i opløsning.
Over de næste år dannede der sig en online fanbase for bandet, især som resultat af væksten i online streaming af musik, hvilke løste problemerne med at kunne få musikken udgivet i USA. I 2017 valgt bandet at samle sig igen for at lave en genindspilning af albummet og spille få koncerter.

## Diskografi
- Lift To Experience (1997, EP)
- Callin' Out to Jesus in the Middle of the Night (2000) 7" med The Autumns ("White Nights")
- The Texas-Jerusalem Crossroads (2001) - dobbeltalbum
- "These Are the Days" (2001, single)
- The Texas-Jerusalem Crossroads 15th Anniversary Edition (2017) - dobbeltalbum